# Rainy River (flod)
Rainy River är ett vattendrag på gränsen mellan Minnesota i USA och Ontario i Kanada. 
Omgivningarna runt Rainy River är en mosaik av jordbruksmark och naturlig växtlighet. Trakten runt Rainy River är nära nog obefolkad, med mindre än två invånare per kvadratkilometer.